# 注册工程师 (中华人民共和国)
注册工程师，是一種中國的勘察设计行业执业注册资格。
中国有2套平行的工程师评价体系，一套属于“职称”的一部分，另一套是"职业资格"的一部分。
在“职称”体系下，工程师被分为助理工程师、工程师和高级工程师，职称的获取根据学历、工作的时间长度、工作业绩、期间参与的培训、获奖情况而获得。
在“职业资格”体系下，工程师按照专业被分为“注册建筑师”、“注册结构工程师”、“注册土木工程师”、“注册电气工程师”、“注册公用设备工程师”等。为了取得注册工程师，除了需要在某个专业工作一定时间以外，还必须通过由政府组织的一系列特定的考试。
中華人民共和國國務院人事部、建设部结合国情并参照国外注册执业制度的通行作法，制訂《勘察设计注册工程师制度总体框架及实施规划》，將全国勘察设计行业执业注册资格分为三大类，即注册工程师、注册建筑师、注册景观设计师。
中国的注册工程师资格被认为有更高的含金量，因为其获得者所必须通过的考试以难度超高的著称，每年的通过率通常小于10%。根据不同省份，会要求有的专业的设计图纸必须由注册工程师签署。

## 中國注册工程师专业划分
1. 土木工程师：分为岩土工程、水利水电工程（专业考试分规划、水文地质、水工结构、水土保持、移民工程）、港口与航道工程、道路工程、铁路工程、民航工程；岩土、水利水电、港口与航道、道路工程专业已经实施。
2. 结构工程师：分为房屋结构工程、塔架工程、桥梁工程；房屋结构工程专业已经实施，分为一级、二级两个等级；桥梁结构工程正在筹建。
3. 公用設備工程师：分为暖通及空调工程、动力工程、给排水工程；已经实施。
4. 电气工程师：分为发输变配电工程、供配电工程；已经实施。
5. 机械工程师：已经实施。
6. 化工工程师：已经实施。
7. 电子工程师：分为电子信息工程、广播电影电视工程。
8. 航天航空工程师。
9. 农业工程师：正在筹建。
10. 冶金工程师：专业考试分金属冶炼工程、金属材料工程、焦化和耐火材料工程3个类别；已经实施。
11. 矿业/矿物工程师：专业考试分为采矿工程、矿物加工工程2个专业；已经实施。
12. 核工业工程师。
13. 石油/天然气工程师：已经实施。
14. 造船工程师：工业和信息化部的相关资格研究中表式，虽然“职称”越来越弱化，但现时暂不实施。
15. 军工工程师。
16. 海洋工程师：正在筹建。
17. 环保工程师：已经实施。

## 中国与注册工程师相关的其他资格
- 建筑师：分一级、二级；已实施。
- 景观设计师：筹建中。
- 城市规划师：已实施。
- 监理工程师：已实施。
- 设备监理师：已实施。
- 造价工程师：已实施。
- 咨询工程师（投资）：已实施。
- 安全工程师：已实施。
- 测绘师：已实施。
- 一级建造师：一级建造师实务分为建筑、公路、机电、铁路、水利水电、港口航道、矿业、市政公用、通信广电、机场10个专业。
- 二级建造师：

```
  1、建筑工程：房屋建筑工程。
  2、市政公用工程：城市道路/立交桥/地铁/隧道/轻轨/燃气管道/给排水厂站/垃圾处理站/园林绿化等等。
  3、机电工程：电力/机械/消防/石油化工/计算机等等。
  4、公路工程：高速/一级/二级/三级等公路。
  5、水利水电工程：水库/大坝/溢洪道/水电站/堤防工程/疏浚工程/围堰工程等等。
  6、矿业工程：煤矿/非煤矿山等等。
```

- 核安全工程师：已实施。
- 计量师：已实施。
- 珠宝玉石质量检验师：已实施。
- 环境影响评价工程师：已实施。
- 地震安全性评价工程师：《地震安全性评价管理与实务》科目分为：地震活动性评价、地震构造评价和工程场地地 震影响评价3个专业；已实施。
- 通信：专业实务分交换技术、传输与接入技术、终端与业务、互联网技术和设备环境5个专业；已实施。
- 计算机与软件：已实施。
- 质量：已实施。
- 投资建设项目管理师：已实施。
- 验船师：分ABCD四级，船舶与海上设施、渔船2个专业；已实施。
- 机动车检测维修：分为机动车机电维修技术、机动车整形技术和机动车检测评估与运用技术3个专业。

## 中國内地、台湾、香港注册工程师资格对照
| 中国内地                                              | 台灣                                                                            | 香港                                     |
| ----------------------------------------------------- | ------------------------------------------------------------------------------- | ---------------------------------------- |
| 一级建筑师                                            | 建筑师                                                                          | 建筑师                                   |
| 城乡规划师（可能改为空间规划师）                      | 都市计划技师                                                                    | 规划师                                   |
| 景观设计师（未实施）                                  | 景观技师（有提案）                                                              | 园境师                                   |
| 土木工程师（岩土）                                    | 大地工程技师                                                                    | 岩土工程师                               |
| 土木工程师（道路、铁道、机场）                        | 土木工程技师                                                                    | 土木工程师                               |
| 土木工程师（水利水电-规划、水文地质、移民、水工结构） | 水利工程技师                                                                    | 土木工程师范围                           |
| 土木工程师（水利水电-水土保持）                       | 水土保持技师                                                                    | 土木工程师范围                           |
| 土木工程师（港口与航道）                              | 水利工程技师                                                                    | 土木工程师范围                           |
| 公用设备工程师（给水排水）                            | 水利工程技师（给水排水）、环境工程技师（给水排水）                              | 屋宇裝備工程師                           |
| 公用设备工程师（暖通空调）                            | 冷冻空调工程技师                                                                | 屋宇装备工程师                           |
| 公用设备工程师（动力）（燃气部分）                    |                                                                                 | 燃气工程师                               |
| 电气工程师（发输变配电、供配电）                      | 电机工程技师                                                                    | 电机工程师                               |
| 一级结构工程师                                        | 结构工程技师                                                                    | 结构工程师（桥梁为土木工程师范围）       |
| 材料工程师                                            | 材料工程技师（有提案）                                                          | 材料工程师                               |
| 机械工程师                                            | 机械工程技师                                                                    | 机械工程师                               |
| 电子工程师                                            | 电子工程技师                                                                    | 电子工程师                               |
| 航空航天工程师                                        | 航空工程技师                                                                    | 航空工程师                               |
| 农业工程师                                            | 农艺技师、园艺技师、林业技师、畜牧技师、渔捞技师、水产养殖技师 （涉及工艺部分） |                                          |
| 矿业/矿物工程师 石油天然气工程师                      | 采矿工程师                                                                      | 材料工程师                               |
| 冶金工程师                                            | 冶金工程技师                                                                    |                                          |
| 造船工程师、A级验船师                                 | 造船工程技师、验船师                                                            | 轮机暨造船学工程师（验船师为海事处职务） |
| 环保工程师、环境影响评价工程师                        | 环境工程技师                                                                    | 环境工程师                               |
| 安全工程师（安全评价师）                              | 工业安全技师、矿业安全技师、工矿卫生技师                                        | 安全主任、安全考核员                     |
| 化工工程师                                            | 化学工程技师、食品技师、纺织工程技师                                            | 化工工程师                               |
| 一级建造师                                            |                                                                                 | 建造工程师                               |
| 一级造价工程师                                        |                                                                                 | 工料测量师                               |
| 测绘师                                                | 测量技师                                                                        | 土地测量师                               |
| 地质师（有提案）                                      | 应用地质技师                                                                    | 地质师（非法定）                         |
| 交通工程师（有提案）                                  | 交通工程技师                                                                    | 物流及运输工程师                         |
| 一级消防工程师                                        | 消防设备师                                                                      | 消防工程师                               |
| 计算机与软件资格、通信工程资格                        | 资讯技师                                                                        | 资讯工程师                               |
| 设备监理师                                            | 工业工程技师                                                                    | 制造及工业工程师                         |
| 监理工程师                                            |                                                                                 | 建筑/屋宇测量师                          |